# Fátima Ouhaddou Nafie
Fátima Azzahraa Ouhaddou Nafie (* 30. August 1993 in Rabat) ist eine marokkanisch-spanische Leichtathletin, die sich auf den Langstreckenlauf spezialisiert hat und die seit Oktober 2022 für Spanien startberechtigt ist.

## Sportliche Laufbahn
Erste internationale Erfahrungen sammelte Fátima Ouhaddou Nafie im Jahr 2023, als sie bei den Weltmeisterschaften in Budapest im Marathonlauf nicht ins Ziel kam. Im Jahr darauf gelangte sie bei den Europameisterschaften in Rom nach 1:11:14 h auf den 14. Platz im Halbmarathon und sicherte sich in der Teamwertung die Bronzemedaille hinter den Teams aus dem Vereinigten Königreich und Deutschland. Bei den erstmals ausgetragenen Straßenlauf-Europameisterschaften 2025 in Löwen siegte sie in 2:27:14 h über die Marathondistanz und gewann auch in der Teamwertung die Goldmedaille.

## Persönliche Bestzeiten
- Halbmarathon: 1:09:09 h, 23. Februar 2025 in Meishan
- Marathon: 2:24:05 h, 1. Dezember 2024 in Valencia